# Søren Bregendals diskografi
Den danske sanger og sangskriver Søren Bregendal har siden 2002 med sit medvirke som solokunstner, medlem af C21 og Lighthouse X medvirket sammenlagt på 4 studiealbums, en EP, ét soundtrack. Herunder har Bregendal udgivet eller medvirket på sammenlagt 21 singler hvor 13 af dem, har indtaget en plads på Hitlisten.

## Karriere

### 1998–2006: Tidlig succes med C21
I årene 1998 til 2006, hittede Bregendal og boybandet C21 med sange som fx. Stuck In My Heart, She Cries og All That I Want på den danske hitliste, i alt 8 sange indtog top 20, størst var You Are The One der opnåede en plads som nr. 3 på Hitlisten i Danmark, herunder opnåede sangen også succes i Sverige, Norge, Thailand og Filippinerne. I 2003 udgav gruppen deres debutalbum C21, albummet indtog en 9. plads på Den Danske Hitliste og blev certificeret med guld i Danmark. Gruppens andet album Listen udkom i 2004 og peakede som nr. 22 på hitlisten, Listen opnåede ikke samme succes som foregængeren gjorde. Under indspilningerne til gruppens tredje album valgte C21 at gå hvert til sit.

### 2007–2012: Solo karriere
Efter bruddet med C21 annoncerede Bregendal sin solokarriere i 2007. Hans første solo udgivelse var med sangen Take The Fall der var den første ud af to singler til at promovere hans debut soloalbum Life Is Simple Not Easy (2007). Sangen Take The Fall formåede ikke at indtage en placeringen på hitlisten, men fandt derimod succes på den Danske Base Chart Liste som nr. 18, herefter udgav Bregendal anden og sidste single Every Breath I Take, som ligeledes også chartede på Base Chart Listen her som nr. 31. Life Is Simple Not Easy opnåede hverken en plads på Hitlisten eller nogen andre steder og albummet modtog 2 ud af 6 stjerner af GAFFA . Derudover er det Bregendals eneste udgivet soloalbum til dato.
I 2008 udgav Bregendal og DJ’en Brian Ego i et samarbejde en remixed version af sangen Electric Eyes. Sangen peakede som nr. 9 på Dance Chart Listen, dette er Bregendals højeste placering som solokunstner til dato. Bregendal blev senere dette år droppet af Warner Music, da hverken singlerne eller solo albummet opnåede den forventede succes. Senere dette år medvirkede Bregendal med fire sange på soundtracket til ungdomsserien 2900 Happiness som Bregendal også spillede med i.
Efter 4 års fravær fra musikken med fokus på skuespil og velgørenhedsprojekter vendte Bregendal i 2012 tilbage med singlen Lader Mig Falde. Bregendal lavede et samarbejde med en række danske DJ's, herunder med duoen Aba & Simonsen, om at udgive en række singler i 2012 og derefter et album i 2013. Men Bregendal valgte senere at droppe projektet og albummet, han nåede dog at udgive singlen Lader Mig Falde, der fandt succes på den Danske Dance Chart som nr. 10.
Bregendal medvirkede samme år på Fødelsdagshjælpens All Stars sang Din Dag, der indeholdte vokaler fra andre danske sangere og sangerinder så som Sanne Salomonsen, Peter Belli, Julie Berthelsen og Thomas Buttenschøn.
Siden dette har Bregendal afholdt sig fra at udgive musik som solokunstner

### 2012–2016: Lighthouse X
I 2012 dannede Bregendal sammen med Johannes Nymark og Martin Skriver, Boybandet Lighthouse X. I 2014 udgav bandet singlen Kærligheden Kalder der opnåede en plads som nr. 37 på Hitlisten. Dette var Bregendal første single på Hitlisten siden “The Sprit of Christmas” fra 2005 som han udgav med C21. Senere samme år udgav Bregendal og Lighthouse X singlen Hjerteløs der peakede som nr. 9 på Hitlisten.
I 2015 udgav Lighthouse X EP’en Lighthouse X, EP’en gik direkte ind på Hitlisten som nr. 9 og var Bregendals første EP udgivelse nogensinde. Senere samme på indgik Bregendal og Lighthouse X i et samarbejde med telefirmaet Call Me, hvor de udsendte singlen A Brand New New, sangen peakede som nr. 6 på Hitlisten. I 2016 vandt gruppen Dansk Melodi Grand Prix 2016 med sangen Soldiers of Love, der dog ikke nåede finalen i Eurovision Song Contest, dog opnåede sangen gruppens højeste Hitliste peak nogensinde som nr. 5. Senere dette år gik Lighthouse X i opløsning.

### 2017–2022: Musikalsk pause
Efter bruddet med Lighthouse X tog Bregendal en årelang pause fra musikindustrien. Her arbejdede han bl.a som fundraiser, erhvervsleder og som skuespiller i bl.a Netflix-serien Emily In Paris.

### 2023–nu: Genforening med C21
Efter en pause fra musikindustrien, vendte Bregendal tilbage i 2023 da C21 blev genforenet efter en pause på 16 år.
Her annoncerede duoen at de efter planerne udgiver deres første album i mere end 20 år. STAY POP pt. 1, blev udgivet 19. April 2024.
Til at promovere STAY POP pt. 1, blev de fire singler "Tricks", "Here's To Life", "One of Us Is Lonely" og "Family" udgivet. Her lykkedes det den anden single "Here's To Life" at indtage en placering på den danske iTunes Top 100 liste som nr. 63.
C21 udgav deres fjerde studiealbum, STAY POP pt. 2, den 28. marts 2025. Albummet opnåede en placering som nr. 73, på iTunesTop 100 DK og indeholder singlerne “Wrap Your Arms Around Me”, “Live a Lie”, “Never Gone” og “Rocky”.

## Albums

### Studiealbums
| Titel                                                    | Detaljer                                                                                        | Hitliste placeringer |
| Titel                                                    | Detaljer                                                                                        | DEN                  |
| -------------------------------------------------------- | ----------------------------------------------------------------------------------------------- | -------------------- |
| C21 (C21)                                                | Udgivelsesdato: 22 Maj 2003 Pladeselskab: EMI Denmark Formater: CD, Stream                      | 9                    |
| Listen (C21)                                             | Udgivelsesdato: 24 Maj 2004 Pladeselskab: Capitol/EMI Denmark Formater: CD, Stream              | 22                   |
| Life Is Simple Not Easy (Solo)                           | - Udgivelsesdato: 1 Oktober 2007 - Pladeselskab: Warner Music Denmark - Formater: CD, Streaming | —                    |
| Lighthouse X (Lighthouse X)                              | - Udgivelsedato: 16 Februar 2015 - Pladeselskab: North-East Productions - Formater: Streaming   | 9                    |
| STAY POP pt. 1 (C21)                                     | Udgivelsesdato: 19 April 2024 Pladeselskab: STAY POP Music Formater: Streaming                  | —                    |
| STAY POP pt. 2 (C21)                                     | - Udgivelsesdato: 28 Marts 2025 - Pladeselskab: STAY POP Music - Formater: Streaming            | —                    |
| "—" markerer en udgivelse der ikke opnåede en placering. |                                                                                                 |                      |

### Soundtracks
| Album                        | Info                                                                               |
| ---------------------------- | ---------------------------------------------------------------------------------- |
| 2900 Happiness – Hits & More | - Udgivet: 5 Oktober 2008 - Pladeselskab: Universal Music - Format: CD & Streaming |

## Singler

### Som solokunstner og som medlem af C21 og Lighthouse X
| Titel                                                    | År   | Højeste hitlisteplacering | Udgivet som  | Album                   | Certificeringer |
| Titel                                                    | År   | DK                        | Udgivet som  | Album                   | Certificeringer |
| -------------------------------------------------------- | ---- | ------------------------- | ------------ | ----------------------- | --------------- |
| "Stuck In My Heart"                                      | 2002 | 9                         | C21          | C21                     | - IFPI: Guld    |
| "You Are the One"                                        | 2003 | 3                         | C21          | C21                     | - IFPI: Platin  |
| "She Cries"                                              | 2003 | 7                         | C21          | C21                     | - IFPI: Gold    |
| "One Night in Bangkok"                                   | 2003 | 11                        | C21          | C21                     |                 |
| "All That I Want"                                        | 2004 | 6                         | C21          | Listen                  | - IFPI: Platin  |
| "Tell Me Why It Ain't Easy"                              | 2004 | 16                        | C21          | Listen                  |                 |
| "The Sprit of Christmas"                                 | 2005 | 9                         | C21          | Non album single        |                 |
| "Take The Fall"                                          | 2007 | —                         | Solo         | Life Is Simple Not Easy |                 |
| "Every Breath I Take"                                    | 2007 | —                         | Solo         | Life Is Simple Not Easy |                 |
| "Electric Eyes" (ft. Brian Ego)                          | 2008 | —                         | Solo         | Non album single        |                 |
| "Lader Mig Falde" (ft. Aba & Simonsen)                   | 2012 | —                         | Solo         | Unreleased album-single |                 |
| "Kærligheden Kalder"                                     | 2014 | 37                        | Lighthouse X | Lighthouse X            |                 |
| "Hjerteløs"                                              | 2014 | 9                         | Lighthouse X | Lighthouse X            |                 |
| "Nattens gløder"                                         | 2015 | —                         | Lighthouse X | Lighthouse X            |                 |
| "Home"                                                   | 2015 | —                         | Lighthouse X | Non album single        |                 |
| "It’s A Brand New Day"                                   | 2015 | 6                         | Lighthouse X | Non album single        |                 |
| "Soldiers of Love"                                       | 2016 | 5                         | Lighthouse X | Non album single        | - IFPI: Gold    |
| ''Tricks''                                               | 2023 | —                         | C21          | STAY POP pt. 1          |                 |
| ''Here's To Life''                                       | 2023 | —                         | C21          | STAY POP pt. 1          |                 |
| ''One of Us Is Lonely''                                  | 2024 | —                         | C21          | STAY POP pt. 1          |                 |
| ''Family''                                               | 2024 | —                         | C21          | STAY POP pt. 1          |                 |
| "—" markerer en udgivelse der ikke opnåede en placering. |      |                           |              |                         |                 |

### Som featured kunstner
| Titel                                                    | År   | Højeste placering | Album             |
| Titel                                                    | År   | DK                | Album             |
| -------------------------------------------------------- | ---- | ----------------- | ----------------- |
| "Tell It 2 My Heart" (ft. Quatro)                        | 2003 | —                 | Non album singles |
| "Din Dag" (ft. Fødselsdagshjælpens All Stars)            | 2012 | —                 | Non album singles |
| "—" markerer en udgivelse der ikke opnåede en placering. |      |                   |                   |

## Musikvideoer

### Som solo kunstner og som medlem af C21 og Lighthouse X
- Stuck In My Heart (2002)
- You Are the One (2003)
- She Cries (2003)
- One Night In Bangkok (2003)
- All That I Want (2004)
- Tell Me Why It Ain’t Easy (2004)
- Take The Fall (2007)
- Every Breath I Take (2007)
- Kærligheden Kalder (2014)
- Hjerteløs (2015)
- Nattens Gløder (2015)
- It’s A Brand New Day (2015)
- Tricks (2023)
- One of Us Is Lonely (2024)